# Velký Újezd
Velký Újezd är en köping i Tjeckien.   Den ligger i regionen Olomouc, i den östra delen av landet, 230 km öster om huvudstaden Prag. Velký Újezd ligger 372 meter över havet och antalet invånare är 1 068.
Terrängen runt Velký Újezd är platt västerut, men österut är den kuperad.Runt Velký Újezd är det ganska tätbefolkat, med 124 invånare per kvadratkilometer. Närmaste större samhälle är Olomouc, 16,8 km väster om Velký Újezd. I omgivningarna runt Velký Újezd växer i huvudsak blandskog.